# Leichtathletik-Halleneuropameisterschaften 2005
Die 28. Leichtathletik-Halleneuropameisterschaften fanden vom 4. bis 6. März 2005 im Palacio de Deportes in der spanischen Hauptstadt Madrid statt. Spanien war zum dritten Mal nach 1977 und 1986 Gastgeberland. Die Veranstaltung fand zum zweiten Mal im Palacio de Deportes statt.

## Ergebnisse Männer

### 60 m
| Platz | Athlet              | Land | Zeit (s) |
| ----- | ------------------- | ---- | -------- |
| 1     | Jason Gardener      | GBR  | 6,55     |
| 2     | Ronald Pognon       | FRA  | 6,62     |
| 3     | Kostjantyn Wasjukow | UKR  | 6,62     |
| 4     | Andrei Jepischin    | RUS  | 6,65     |
| 5     | Simone Collio       | ITA  | 6,66     |
| 6     | Łukasz Chyła        | POL  | 6,66     |
| 7     | Tim Goebel          | GER  | 6,80     |
|       | Mark Lewis-Francis  | GBR  | DQ       |

Datum: 5. März, 20:00 Uhr

### 200 m
| Platz | Athlet                | Land | Zeit (s) |
| ----- | --------------------- | ---- | -------- |
| 1     | Tobias Unger          | GER  | 20,53 NR |
| 2     | Chris Lambert         | GBR  | 20,69    |
| 3     | Marcin Urbaś          | POL  | 21,04    |
| 4     | Guus Hoogmoed         | NED  | 21,12    |
| 5     | Dmytro Gluschtschenko | UKR  | 21,25    |
|       | Tim Abeyie            | GBR  | DNS      |

Datum: 6. März, 16:45 Uhr

### 400 m
| Platz | Athlet                | Land | Zeit (s) |
| ----- | --------------------- | ---- | -------- |
| 1     | David Gillick         | IRL  | 46,30    |
| 2     | David Canal           | ESP  | 46,64    |
| 3     | Sebastian Gatzka      | GER  | 46,88    |
| 4     | Dmitri Forschew       | RUS  | 47,37    |
| 5     | Wolodymyr Demtschenko | UKR  | 47,39    |
| 6     | Dale Garland          | GBR  | 47,59    |

Datum: 5. März, 19:30 Uhr

### 800 m
| Platz | Athlet               | Land | Zeit (min) |
| ----- | -------------------- | ---- | ---------- |
| 1     | Dmitri Bogdanow      | RUS  | 1:48,61    |
| 2     | Antonio Manuel Reina | ESP  | 1:48,76    |
| 3     | Juan de Dios Jurado  | ESP  | 1:49,11    |
| 4     | James McIlroy        | GBR  | 1:49,33    |
| 5     | Arnoud Okken         | NED  | 1:49,77    |
| 6     | Antoine Martiak      | FRA  | 1:51,11    |

Datum: 6. März, 17:45 Uhr

### 1500 m
| Platz | Athlet              | Land | Zeit (min) |
| ----- | ------------------- | ---- | ---------- |
| 1     | Iwan Heschko        | UKR  | 3:36,70 CR |
| 2     | Juan Carlos Higuero | ESP  | 3:37,98    |
| 3     | Reyes Estévez       | ESP  | 3:38,90    |
| 4     | Arturo Casado       | ESP  | 3:38,94    |
| 5     | Joeri Jansen        | BEL  | 3:40,12    |
| 6     | James Thie          | GBR  | 3:40,76    |
| 7     | Wolfram Müller      | GER  | 3:46,35    |
| 8     | Sébastien Cosson    | FRA  | 3:48,71    |

Datum: 6. März, 19:15 Uhr

### 3000 m
| Platz | Athlet             | Land | Zeit (min) |
| ----- | ------------------ | ---- | ---------- |
| 1     | Alistair Ian Cragg | IRL  | 7:46,32    |
| 2     | John Mayock        | GBR  | 7:51,46    |
| 3     | Reyes Estévez      | ESP  | 7:51,65    |
| 4     | Günther Weidlinger | AUT  | 7:52,35    |
| 5     | Pawel Schapowalow  | RUS  | 7:53,95    |
| 6     | Mo Farah           | GBR  | 7:54,08    |
| 7     | Mokhtar Benhari    | FRA  | 7:57,27    |
| 8     | Martin Pröll       | AUT  | 7:57,37    |

Datum: 5. März, 20:15 Uhr

### 60 m Hürden
| Platz | Athlet             | Land | Zeit (s) |
| ----- | ------------------ | ---- | -------- |
| 1     | Ladji Doucouré     | FRA  | 7,50     |
| 2     | Felipe Vivancos    | ESP  | 7,61     |
| 3     | Robert Kronberg    | SWE  | 7,65     |
| 4     | Philip Nossmy      | SWE  | 7,65     |
| 5     | Thomas Blaschek    | GER  | 7,68     |
|       | Sébastien Denis    | FRA  | DQ       |
|       | Elmar Lichtenegger | AUT  | DQ       |
|       | Staņislavs Olijars | LAT  | DQ       |

Datum: 6. März, 18:15 Uhr

### 4 × 400 m Staffel
| Platz | Land                   | Athleten                                                                  | Zeit (min) |
| ----- | ---------------------- | ------------------------------------------------------------------------- | ---------- |
| 1     | Frankreich             | Richard Maunier Rémi Wallard Brice Panel Marc Raquil                      | 3:07,90    |
| 2     | Vereinigtes Königreich | Dale Garland Daniel Cossins Richard Davenport Gareth Warburton            | 3:09,53    |
| 3     | Russland               | Andrei Polukejew Alexander Ussow Dmitri Forschew Alexander Borschtschenko | 3:09,63    |
| 4     | Deutschland            | Florian Seitz Sebastian Gatzka Christian Duma Henning Hackelbusch         | 3:10,14    |
| 5     | Spanien                | David Canal Santiago Ezquerro Luis Flores Alberto Montero                 | 3:11,72    |
|       | Polen                  | Piotr Rysiukiewicz Robert Maćkowiak Piotr Klimczak Marcin Marciniszyn     | DQ         |

Datum: 6. März, 19:00 Uhr

### Hochsprung
| Platz | Athlet            | Land | Höhe (m) |
| ----- | ----------------- | ---- | -------- |
| 1     | Stefan Holm       | SWE  | 2,40 CR  |
| 2     | Jaroslaw Rybakow  | RUS  | 2,38 NR  |
| 3     | Pawel Fomenko     | RUS  | 2,32     |
| 4     | Jaroslav Bába     | CZE  | 2,30     |
| 5     | Dragutin Topić    | SCG  | 2,30     |
| 6     | Andrea Bettinelli | ITA  | 2,30     |
| 7     | Svatoslav Ton     | CZE  | 2,27     |
| 8     | Andrei Tereschin  | RUS  | 2,24     |

Datum: 6. März, 17:35 Uhr

### Stabhochsprung
| Platz | Athlet            | Land | Höhe (m)    |
| ----- | ----------------- | ---- | ----------- |
| 1     | Igor Pawlow       | RUS  | 5,90 WL, CR |
| 2     | Denys Jurtschenko | UKR  | 5,85        |
| 3     | Tim Lobinger      | GER  | 5,80        |
| 4     | Björn Otto        | GER  | 5,70        |
| 5     | Fabian Schulze    | GER  | 5,70        |
| 6     | Jean Galfione     | FRA  | 5,60        |
| 7     | Artem Kupzow      | RUS  | 5,60        |
| 8     | Alhaji Jeng       | SWE  | 5,60        |

Datum: 5. März, 17:30 Uhr

### Weitsprung
| Platz | Athlet             | Land | Weite (m) |
| ----- | ------------------ | ---- | --------- |
| 1     | Joan Lino Martínez | ESP  | 8,37 WL   |
| 2     | Bogdan Țăruș       | ROU  | 8,14      |
| 3     | Wolodymyr Sjuskow  | UKR  | 7,99      |
| 4     | Tommi Evilä        | FIN  | 7,97      |
| 5     | Gaspar Araújo      | POR  | 7,87      |
| 6     | Ivan Pucelj        | CRO  | 7,84      |
| 7     | Nils Winter        | GER  | 7,80      |
|       | Louis Tsatoumas    | GRE  | NM        |

Datum: 6. März, 18:05 Uhr

### Dreisprung
| Platz | Athlet              | Land | Weite (m) |
| ----- | ------------------- | ---- | --------- |
| 1     | Igor Spassowchodski | RUS  | 17,20     |
| 2     | Mykola Sawolajnen   | UKR  | 17,01     |
| 3     | Alexandr Petrenko   | RUS  | 16,98     |
| 4     | Nathan Douglas      | GBR  | 16,89     |
| 5     | Momtschil Karailiew | BUL  | 17,14     |
| 6     | Jacek Kazimierowski | POL  | 16,26     |
| 7     | Péter Tölgyesi      | HUN  | 16,17     |
| 8     | Michael Velter      | BEL  | 15,91     |

Datum: 5. März, 17:05 Uhr

### Kugelstoßen
| Platz | Athlet          | Land | Weite (m) |
| ----- | --------------- | ---- | --------- |
| 1     | Joachim Olsen   | DEN  | 21,19     |
| 2     | Rutger Smith    | NED  | 20,79 NR  |
| 3     | Manuel Martínez | ESP  | 20,51     |
| 4     | Ville Tiisanoja | FIN  | 20,36     |
| 5     | Gheorghe Gușet  | ROU  | 20,25     |
| 6     | Mikuláš Konopka | SVK  | 19,95     |
| 7     | Iwan Juschkow   | RUS  | 19,69     |
| 8     | Pawel Sofjin    | RUS  | 19,51     |

Datum: 5. März, 19:10 Uhr

### Siebenkampf
| Platz | Athlet             | Land | Punkte  |
| ----- | ------------------ | ---- | ------- |
| 1     | Roman Šebrle       | CZE  | 6332 WL |
| 2     | Alexandr Pogorelow | RUS  | 6111    |
| 3     | Roland Schwarzl    | AUT  | 6064 NR |
| 4     | Chiel Warners      | NED  | 6055    |
| 5     | Attila Zsivóczky   | HUN  | 6024    |
| 6     | Alexei Drosdow     | RUS  | 5939    |
| 7     | Laurent Hernu      | FRA  | 5875    |
| 8     | Eugene Martineau   | NED  | 5766    |

Datum: 5.–6. März
Der Siebenkampf besteht aus den Disziplinen 60-Meter-Lauf, Weitsprung, Kugelstoßen, Hochsprung, 60-Meter-Hürdenlauf, Stabhochsprung und 1000-Meter-Lauf.

## Ergebnisse Frauen

### 60 m
| Platz | Athletin               | Land | Zeit (s) |
| ----- | ---------------------- | ---- | -------- |
| 1     | Kim Gevaert            | BEL  | 7,16     |
| 2     | Georgia Kokloni        | GRE  | 7,18     |
| 3     | Maria Karastamati      | GRE  | 7,25     |
| 4     | Marija Bolikowa        | RUS  | 7,29     |
| 5     | Larissa Kruglowa       | RUS  | 7,32     |
| 6     | Marion Wagner          | GER  | 7,32     |
| 7     | Alena Neumjarschyzkaja | BLR  | 7,41     |
| 8     | Heidi Hannula          | FIN  | 7,44     |

Datum: 5. März, 19:45 Uhr

### 200 m
| Platz | Athletin               | Land | Zeit (s) |
| ----- | ---------------------- | ---- | -------- |
| 1     | Iwet Lalowa            | BUL  | 22,91 NR |
| 2     | Karin Mayr-Krifka      | AUT  | 22,94    |
| 3     | Jacqueline Poelman     | NED  | 23,42    |
| 4     | Anna Pacholak          | POL  | 23,55    |
| 5     | Jekaterina Kondratjewa | RUS  | 23,57    |
| 6     | Fabé Dia               | FRA  | 24,23    |

Datum: 6. März, 16:30 Uhr

### 400 m
| Platz | Athletin             | Land | Zeit (s) |
| ----- | -------------------- | ---- | -------- |
| 1     | Swetlana Pospelowa   | RUS  | 50,41 WL |
| 2     | Swjatlana Ussowitsch | BLR  | 50,55 NR |
| 3     | Irina Rossichina     | RUS  | 52,05    |
| 4     | Ilona Ussowitsch     | BLR  | 52,06    |
| 5     | Natalija Pyhyda      | UKR  | 52,63    |
| 6     | Monika Bejnar        | POL  | 52,63    |

Datum: 5. März, 19:15 Uhr

### 800 m
| Platz | Athletin          | Land | Zeit (min) |
| ----- | ----------------- | ---- | ---------- |
| 1     | Larissa Zhao      | RUS  | 1:59,97    |
| 2     | Mayte Martínez    | ESP  | 2:00,52    |
| 3     | Natalja Zyganowa  | RUS  | 2:01,62    |
| 4     | Irina Waschenzewa | RUS  | 2:01,84    |
| 5     | Monika Gradzki    | GER  | 2:02,53    |
| 6     | Claudia Gesell    | GER  | 2:04,06    |

Datum: 6. März, 17:20 Uhr

### 1500 m
| Platz | Athletin           | Land | Zeit (min) |
| ----- | ------------------ | ---- | ---------- |
| 1     | Elena Iagăr        | ROU  | 4:03,09 WL |
| 2     | Corina Dumbrăvean  | ROU  | 4:05,88    |
| 3     | Hind Dehiba Chahyd | FRA  | 4:07,20    |
| 4     | Helen Clitheroe    | GBR  | 4:07,54    |
| 5     | Alesja Turawa      | BLR  | 4:08,81    |
| 6     | Antje Möldner      | GER  | 4:10,83    |
| 7     | Nuria Fernández    | ESP  | 4:12,04    |
| 8     | Anna Alminowa      | RUS  | 4:13,89    |

Datum: 5. März, 19:00 Uhr

### 3000 m
| Platz | Athletin              | Land | Zeit (min) |
| ----- | --------------------- | ---- | ---------- |
| 1     | Lidia Chojecka        | POL  | 8:43,76    |
| 2     | Susanne Pumper        | AUT  | 8:47,74    |
| 3     | Sabrina Mockenhaupt   | GER  | 8:47,76    |
| 4     | Silvia Weissteiner    | ITA  | 8:56,27    |
| 5     | Lilija Schobuchowa    | RUS  | 8:57,79    |
| 6     | Krisztina Papp        | HUN  | 9:09,54    |
| 7     | Maria Martins         | FRA  | 9:10,08    |
| 8     | Tetjana Holowtschenko | UKR  | 9:10,09    |

Datum: 6. März, 17:30 Uhr
Silber gewann zunächst die Türkin Tezeta Desalegn-Dengersa mit neuem Landesrekord (8:46,65 min). Sie wurde aber später wegen Dopings disqualifiziert.

### 60 m Hürden
| Platz | Athletin            | Land | Zeit (s)    |
| ----- | ------------------- | ---- | ----------- |
| 1     | Susanna Kallur      | SWE  | 7,80 WL, NR |
| 2     | Jenny Kallur        | SWE  | 7,99        |
| 3     | Kirsten Bolm        | GER  | 8,00        |
| 4     | Glory Alozie        | ESP  | 8,00        |
| 5     | Irina Schewtschenko | RUS  | 8,02        |
| 6     | Patricia Girard     | FRA  | 8,04        |
| 7     | Nadine Hentschke    | GER  | 8,07        |
| 8     | Diane Allahgreen    | GBR  | 8,15        |

Datum: 6. März, 18:00 Uhr

### 4 × 400 m Staffel
| Platz | Land                   | Athletinnen                                                              | Zeit (min) |
| ----- | ---------------------- | ------------------------------------------------------------------------ | ---------- |
| 1     | Russland               | Tatjana Lewina Julija Petschonkina Irina Rossichina Swetlana Pospelowa   | 3:28,00 CR |
| 2     | Polen                  | Anna Pacholak Monika Bejnar Marta Chrust-Rożej Małgorzata Pskit          | 3:29,37    |
| 3     | Vereinigtes Königreich | Melanie Purkiss Donna Fraser Catherine Murphy Lee McConnell              | 3:29,81    |
| 4     | Ukraine                | Antonina Jefremowa oksana Iljuschkina Lilija Piljugina Natalija Pyhyda   | 3:31,67    |
| 5     | Spanien                | Cora Olivero Laia Forcadell Miriam Bravo Belén Recio                     | 3:39,73    |
| 6     | Griechenland           | Anna Moisiadou Eleftheria Papadopoulou Maria Papadopoulou Eleni Filandra | 3:48,42    |

Datum: 6. März, 18:35 Uhr

### Hochsprung
| Platz | Athletin               | Land | Höhe (m) |
| ----- | ---------------------- | ---- | -------- |
| 1     | Anna Tschitscherowa    | RUS  | 2,01 WL  |
| 2     | Ruth Beitia            | ESP  | 1,99     |
| 3     | Wenelina Wenewa        | BUL  | 1,97     |
| 4     | Marta Mendía           | ESP  | 1,95     |
| 5     | Tatjana Kivimägi       | RUS  | 1,92     |
| 6     | Jekaterina Alexandrowa | RUS  | 1,92     |
| 7     | Iva Straková           | CZE  | 1,89     |
| 8     | Emma Green             | SWE  | 1,89     |

Datum: 5. März, 18:20 Uhr

### Stabhochsprung
| Platz | Athletin           | Land | Höhe (m) |
| ----- | ------------------ | ---- | -------- |
| 1     | Jelena Issinbajewa | RUS  | 4,90 WR  |
| 2     | Anna Rogowska      | POL  | 4,75 NR  |
| 3     | Monika Pyrek       | POL  | 4,70     |
| 4     | Carolin Hingst     | GER  | 4,65     |
| 5     | Tatjana Polnowa    | RUS  | 4,60     |
| 6     | Pavla Hamáčková    | CZE  | 4,55     |
| 7     | Natalja Belinskaja | RUS  | 4,45     |
| 8     | Tanja Stefanowa    | BUL  | 4,35     |

Datum: 6. März, 16:50 Uhr

### Weitsprung
| Platz | Athletin              | Land | Weite (m) |
| ----- | --------------------- | ---- | --------- |
| 1     | Naide Gomes           | POR  | 6,70 NR   |
| 2     | Styliani Pilatou      | GRE  | 6,64      |
| 3     | Adina Anton           | ROU  | 6,59      |
| 3     | Bianca Kappler        | GER  | 6,53      |
| 5     | Ineta Radēviča        | LAT  | 6,58      |
| 6     | Ljudmila Koltschanowa | RUS  | 6,56      |
| 7     | Alina Militaru        | ROU  | 6,53      |
| 8     | Anastassija Iljina    | RUS  | 6,52      |

Datum: 5. März, 18:50 Uhr

### Dreisprung
| Platz | Athletin           | Land | Weite (m) |
| ----- | ------------------ | ---- | --------- |
| 1     | Wiktorija Gurowa   | RUS  | 14,74 WL  |
| 2     | Magdelín Martínez  | ITA  | 14,54     |
| 3     | Carlota Castrejana | ESP  | 14,45 NR  |
| 4     | Šárka Kašpárková   | CZE  | 14,34     |
| 5     | Adelina Gavrilă    | ROU  | 14,33     |
| 6     | Natallja Safronawa | BLR  | 14,31     |
| 7     | Jelena Oleinikowa  | RUS  | 14,07     |
| 8     | Simona La Mantia   | ITA  | 14,06     |

Datum: 6. März, 16:35 Uhr

### Kugelstoßen
| Platz | Athletin            | Land | Weite (m) |
| ----- | ------------------- | ---- | --------- |
| 1     | Nadseja Astaptschuk | BLR  | 19,37 WL  |
| 2     | Krystyna Zabawska   | POL  | 18,96     |
| 3     | Olga Rjabinkina     | RUS  | 18,83     |
| 4     | Petra Lammert       | GER  | 18,69     |
| 5     | Lieja Tunks         | NED  | 17,76     |
| 6     | Assunta Legnante    | ITA  | 17,76     |
| 7     | Olga Iwanowa        | RUS  | 17,73     |
| 8     | Nadine Beckel       | GER  | 17,64     |

Datum: 5. März, 17:15 Uhr

### Fünfkampf
| Platz | Athletin             | Land | Punkte  |
| ----- | -------------------- | ---- | ------- |
| 1     | Carolina Klüft       | SWE  | 4948 CR |
| 2     | Kelly Sotherton      | GBR  | 4733 NR |
| 3     | Natalija Dobrynska   | UKR  | 4667    |
| 4     | Karin Ruckstuhl      | NED  | 4605    |
| 5     | Sonja Kesselschläger | GER  | 4587    |
| 6     | Marie Collonvillé    | FRA  | 4538    |
| 7     | Wera Jepimaschka     | BLR  | 4398    |
| 8     | Karolina Tymińska    | POL  | 4374    |

Datum: 4. März
Der Fünfkampf besteht aus den Disziplinen 60-Meter-Hürdenlauf, Hochsprung, Kugelstoßen, Weitsprung und 800-Meter-Lauf.

## Medaillenspiegel
| Medaillenspiegel Endstand nach 28 Entscheidungen | Medaillenspiegel Endstand nach 28 Entscheidungen | Medaillenspiegel Endstand nach 28 Entscheidungen | Medaillenspiegel Endstand nach 28 Entscheidungen | Medaillenspiegel Endstand nach 28 Entscheidungen | Medaillenspiegel Endstand nach 28 Entscheidungen |
| Platz                                            | Land                                             | Gold                                             | Silber                                           | Bronze                                           | Gesamt                                           |
| ------------------------------------------------ | ------------------------------------------------ | ------------------------------------------------ | ------------------------------------------------ | ------------------------------------------------ | ------------------------------------------------ |
| 1                                                | Russland                                         | 9                                                | 2                                                | 6                                                | 17                                               |
| 2                                                | Schweden                                         | 3                                                | 1                                                | 1                                                | 5                                                |
| 3                                                | Frankreich                                       | 2                                                | 1                                                | 1                                                | 4                                                |
| 4                                                | Irland                                           | 2                                                | -                                                | -                                                | 2                                                |
| 5                                                | Spanien                                          | 1                                                | 6                                                | 5                                                | 12                                               |
| 6                                                | Vereinigtes Königreich                           | 1                                                | 4                                                | 1                                                | 6                                                |
| 7                                                | Polen                                            | 1                                                | 3                                                | 2                                                | 6                                                |
| 8                                                | Ukraine                                          | 1                                                | 2                                                | 3                                                | 6                                                |
| 9                                                | Rumänien                                         | 1                                                | 2                                                | 1                                                | 4                                                |
| 10                                               | Belarus                                          | 1                                                | 1                                                | -                                                | 2                                                |
| 11                                               | Deutschland                                      | 1                                                | -                                                | 5                                                | 6                                                |
| 12                                               | Bulgarien                                        | 1                                                | -                                                | 1                                                | 2                                                |
| 13                                               | Belgien                                          | 1                                                | -                                                | -                                                | 1                                                |
| 13                                               | Dänemark                                         | 1                                                | -                                                | -                                                | 1                                                |
| 13                                               | Portugal                                         | 1                                                | -                                                | -                                                | 1                                                |
| 13                                               | Tschechien                                       | 1                                                | -                                                | -                                                | 1                                                |
| 17                                               | Griechenland                                     | -                                                | 2                                                | 1                                                | 3                                                |
| 17                                               | Österreich                                       | -                                                | 2                                                | 1                                                | 3                                                |
| 19                                               | Niederlande                                      | -                                                | 1                                                | 1                                                | 2                                                |
| 20                                               | Italien                                          | -                                                | 1                                                | -                                                | 1                                                |

## Abkürzungen
- CR: Halleneuropameisterschaftsrekord
- DNS: nicht zum Start angetreten
- DQ: disqualifiziert
- NM: kein gültiger Versuch
- NR: nationaler Rekord
- PB: persönliche Bestleistung
- SB: persönliche Saisonbestleistung
- WL: Weltjahresbestleistung
- WR: Weltrekord